# Claudiu Puia
Claudiu Puia (n. 6 iunie 1987, Pitești) este un jucător român de fotbal care ultima dată a evoluat la clubul Farul Constanța. 

## Titluri
| Sezon | Club      | Titlu               |
| ----- | --------- | ------------------- |
| 2008  | FC Vaslui | Cupa UEFA Intertoto |